# Satanica
Satanica är det fjärde studioalbumet av det polska black/death metal-bandet Behemoth. Albumet gavs ut 1999 och producerades av Adam Darski tillsammans med Behemoth.

## Låtlista
1. "Decade of Therion"
2. "LAM"
3. "Ceremony of Shiva"
4. "Of Sephirotic Transformation and Carnality"
5. "The Sermon to the Hypocrites"
6. "Starspawn"
7. "The Alchemist's Dream"
8. "Chant for Eschaton 2000"

### Dubbel-CD
En dubbel-CD som även innehåller en bonus-CD med liveinspelningar från ett framträdande i Strasbourg, Frankrike i februari 1999, gavs ut i en begränsad upplaga.
1. "Diableria (The Great Introduction)"
2. "The Thousand Plagues I Witness"
3. "Satan's Sword (I Have Become)"
4. "From the Pagan Vastlands"
5. "Driven by the Five-Winged Star"
6. "The Entrance to the Spheres of Mars"

## Banduppsättning
- Adam "Nergal" Darski – sång, gitarr
- Zbigniew Robert "Inferno" Promiński – trummor
- Leszek "L-Kaos" Dziegielewski – gitarr